# Грос, Мануэла
Мануэла Грос (нем. Manuela Groß; род. 29 января 1957 года, Восточный Берлин, ГДР) — фигуристка из ГДР, выступавшая в парном разряде. В паре с Уве Кагельманом она двукратный бронзовый призёр зимних Олимпийских игр в Саппоро и Инсбруке, двукратный бронзовый призёр чемпионатов мира  и чемпионатов Европы. В настоящее время работает тренером по фигурному катанию в Берлине.

## Карьера

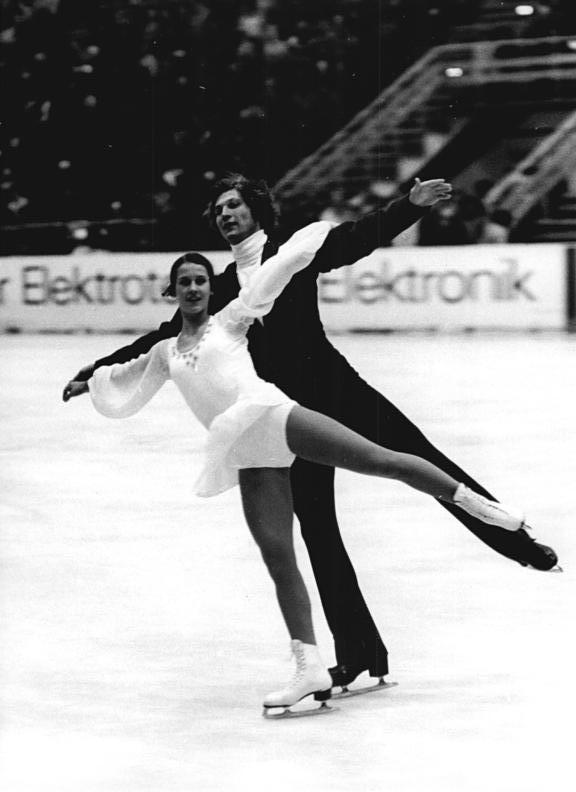
М. Грос и У. Кагельман в 1973 г.

В пару с Уве Кагельманом встала в 1967 году. Тренером пары был Хайнц Линднер. Грос/Кагельман первыми в мире исполнили на международных соревнованиях (декабрь 1971 года в Москве) выброс двойной аксель и подкрутку тройной лутц (Ольга Давиденко и Александр Зайцев исполнили её ранее на Кубке СССР 1971). На Олимпиаде-72 в произвольной программе, после исполнения выброса двойной аксель, подкруток двойной аксель и тройной лутц, судья из ФРГ даже поставил оценку 5,9 за технику и дал паре 1-е место, выше чем советским парам, также оценки 5,9 поставили судьи из ГДР и Великобритании, выше чем парам из СССР. После завершения спортивной карьеры работает тренером в Берлине. Тренирует любителей и учредила турнир "Кубок Германии среди любителей", который проводится в Гримме.

## Результаты
| Соревнования      | 1969 | 1970 | 1971 | 1972 | 1973 | 1974 | 1975 | 1976 |
| ----------------- | ---- | ---- | ---- | ---- | ---- | ---- | ---- | ---- |
| Олимпийские игры  |      |      |      | 3    |      |      |      | 3    |
| Чемпионаты мира   |      | 7    | 4    | 4    | 3    | 4    | 3    | 4    |
| Чемпионаты Европы | 7    | 7    | 4    | 3    | 4    | 4    | 3    | 4    |
| Чемпионаты ГДР    | 2    | 2    | 1    | 1    |      | 1    | 2    | 2    |